# Carl Oskar Laurin
Carl Oskar Johan Laurin (Gotland, 1813 - Brasil, 1853) fou un compositor suec.
Donà un vigorós impuls a l'estudi del cant en el seu país, fou el 1846 professor del col·legi de Visby i més tard es traslladà a Brasil.
Deixà un gran nombre de cants, molt populars a Suècia, i algunes composicions instrumentals.